# Froduald Karamira
Froduald Karamira (14 de agosto de 1947, Gitarama - 24 de abril de 1998, Quigali) foi um político e criminoso de guerra ruandês condenado por crimes contra a humanidade. Karamira foi acusado de organizar a pôr em prática o genocídio de 1994 no Ruanda, com discursos diários a incitar o ódio contra o grupo étnico tútsi. Foi capturado em junho de 1996 e condenado à morte por um tribunal do Ruanda em Quigali e foi um dos últimos 24 indivíduos executados no país antes da abolição da pena de morte.